# Berges de Maine
Pour les articles homonymes, voir Berges.
Les berges de la Maine constituent un espace public de 300 hectares situé sur les rives de la Maine à Angers.
Sur la rive gauche se trouve une voie rapide, la RD 323 (ex-RN 23) en direction de Nantes) qui permet de relier le nord et l'ouest de l'agglomération en passant par le centre. Cette voie entièrement consacrée aux voitures a fait disparaître tout usage urbain de la rive. La réalisation du contournement autoroutier de l'autoroute A11 lui a ôté sa raison d’être en 2008. Sur la rive droite se trouve le CHU d'Angers, la place de la Rochefoucauld ainsi que le quartier de la Doutre. L'étude d'un projet de réhabilitation de cet espace est lancée par la ville d’Angers en 2009. Il prévoit d'ici 2030 le réaménagement des berges en modifiant les voies rapides pour permettre l'accès aux quais facilement. Situé entre l'ile Saint-Aubin classé Natura 2000 et le lac de Maine, les berges de Maine sont un lien entre la partie ouest et la partie est de la ville d'Angers.

## Infrastructures

### L'ex-RN 23Paris - Nantes
Construite dans les années 1960-1970, l’A11 appelée l'Océane reliant Paris à Nantes s’interrompait de part et d’autre, aux portes d’Angers. La RN23 a été construite sur les berges pour assurer la desserte du cœur de la ville et respecter la continuité entre les deux portions. Depuis le 24 avril 2008, le contournement Nord d'Angers a permis de boucler l'A11, la RN23 a depuis été déclassée en route départementale 323.

### Trémies
Cinq trémies permettent à la D323 de relier l'A11 à l'avenue de l'Atlantique. Elles servent d'échangeur entre les boulevards et les ponts aboutissant sur les berges et la voie rapide :
- La trémie du pont Jean-Moulin relie le quartier de Montplaisir à celui des Hauts de Saint-Aubin.
- La trémie du pont de la Haute-Chaîne passe sous le boulevard Carnot et relie le quartier Saint-Serge à la Doutre.
- La trémie du quai Gambetta passe sous les places Molière et de la Poissonnerie.
- La trémie du quai Ligny passe sous l'esplanade Ligny et permet de relier la rue Baudrière à la Doutre par le pont de Verdun.
- La trémie situé à l'ouest du château relie le Boulevard Charles de Gaulle au boulevard Foulque Nera en passant par le pont de la Basse-Chaîne.

### Ponts sur les berges

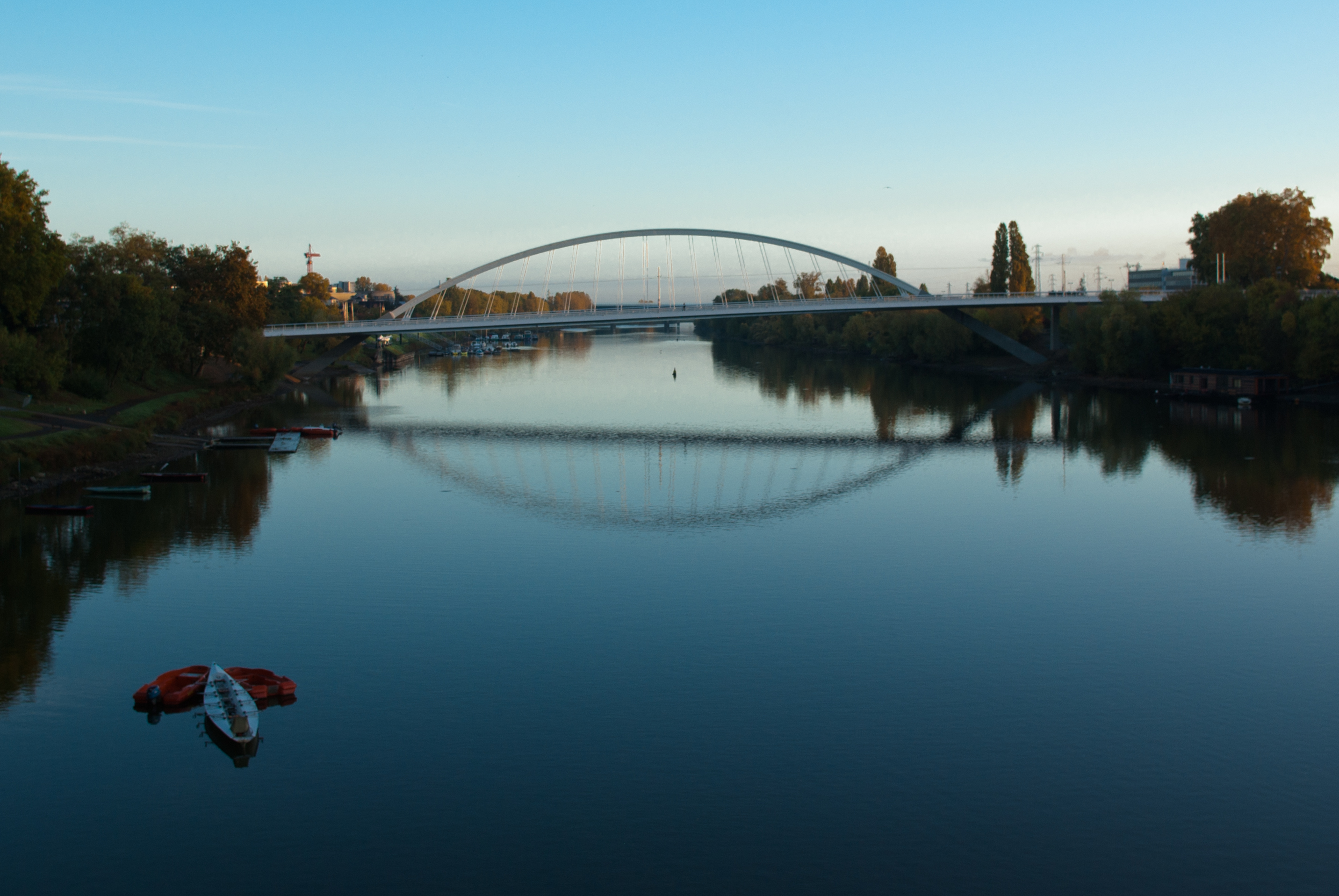
Pont Confluences servant au passage du tramway d'Angers

Huit ponts permettent le franchissement de la Maine sur l'espace des berges de Maine.
Le plus ancien, le pont de Verdun, permet depuis 1028 de relier de quartier de la Doutre au reste de la ville.
Le pont de la Basse-Chaîne et le pont de la Haute-Chaîne sont mis en service en 1838 et 1839 (reconstruits après la seconde guerre mondiale respectivement en 1951 et 1962).
Le pont de Segré est situé à la confluence de la Sarthe et de la Mayenne à l’origine de la Maine et son usage n’est réservé qu’aux trains de marchandises.
En 1973, le pont de l’Atlantique est ouvert dans la continuité des travaux de construction de la voie rapide traversant la ville d’Angers et permet aux voitures de passer du Sud-Ouest de la ville au Nord-Est.
En 1989, le cinquième pont Jean-Moulin relie le Nord du quartier Saint-Serge à la route de Cantenay-Épinard.
Le contournement Nord de l'autoroute A11 fait apparaître le viaduc de la Maine situé entre le pont de Segré et le pont Jean-Moulin, ouvert à la circulation depuis 2008.
Le 15 octobre 2010 est inauguré le pont Confluences réservé aux tramways piétons et vélos. Il fut sources de discordes entre le conseil général, l'agglomération et la population angevine. Le problème le plus délicat concernant le projet de réaménagement urbain est le sort encore non définitif de la quatre voies. Le pont Confluences a été construit en offrant des solutions fiables et concordantes par rapport aux différents projets sur le long terme,.

### Radar automatique
Le premier radar automatique fut installé au point kilométrique 37 dans le sens Nantes - Paris. Il s'agit d'un radar précurseur d'avant 2003 qui servait d'expérimentation avant la mise en place définitive.
Un second fut installé au point kilométrique 34 dans le sens Paris - Nantes à l'entrée d'Angers. C'est un radar de première génération datant de 2003.

## Historique
L'appropriation des berges s’est longtemps faite à travers une intensité d’utilisation par des activités économiques et de loisirs. Elles étaient en effet le lieu d’implantation des bateaux-lavoirs, et plusieurs ports assuraient le commerce par la Loire. De nombreuses industries et entreprises qui utilisaient la Maine en tant qu’axe de communication s’étaient implantées aux abords. Les berges ont également été le cadre de nombreuses fêtes et permettaient de se baigner.
L’étude d’un projet d’aménagement des deux rives de la Maine est lancée par la ville d’Angers en 2009. Celui-ci est mis en place afin de rendre cohérentes les berges d’une rive à l’autre et de donner aux angevins la capacité de les pratiquer pleinement.

### Une Maine sauvage jusqu'auXIXesiècle

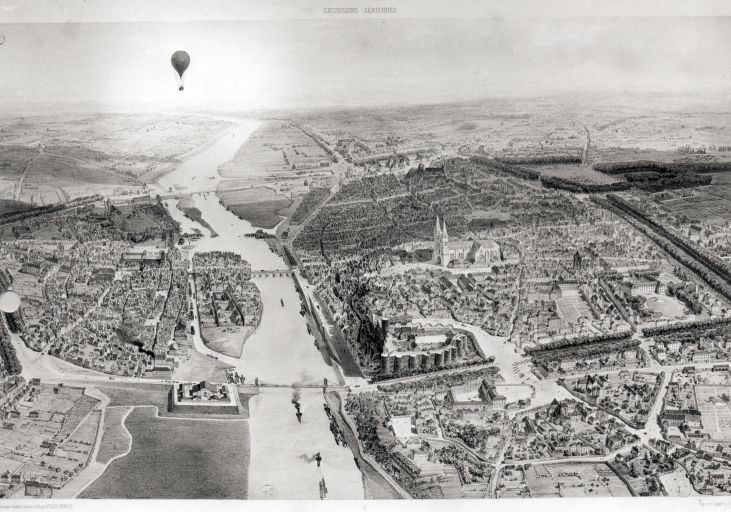
Angers vers 1850

Jusque vers 1860, la Maine serpentait entre des îlots de prairies qui la divisaient en plusieurs bras. La plus grande de ces îles, l’île de la Savatte était bâtie. Le Grand Pont (pont de Verdun) était le seul qui reliait les deux rives. Entre l’île de la Savatte et la Doutre, le Petit Pont franchissait le bras de Maine dit « canal de la Tannerie », dont l’origine remonterait au détournement de la Maine en 873 pour libérer la ville des Normands. Le pont des Treilles n’était quant à lui qu’un pont de moulins, appartenant, comme les autres îlots en amont, à l’hôpital Saint-Jean. L’inondation de 1711 en emporte définitivement une partie. Il ne sera plus rebâti, mais les ruines ajoutent au pittoresque des rives qui inspirent de nombreux artistes, parmi lesquels Turner en 1826.
À partir des premières décennies du XIXe siècle sont véritablement construits des quais, même si les projets en remontaient au moins à 1630. Deux nouveaux ponts – de la Basse et de la Haute-Chaîne – sont mis en service en 1838 et 1839 pour raccorder d’une rive à l’autre les nouveaux boulevards ouverts sur l’emplacement des fortifications. Leur nom provient des chaînes autrefois tendues en travers de la Maine, pour fermer complètement l’anneau des remparts. Dix ans plus tard, un nouveau quartier est progressivement gagné sur l’ancien pré de l’hôpital : les Luisettes (Thiers-Boisnet).

### La canalisation progressive
La métamorphose se poursuit après l'inondation de 1856 qui suscite en 1861 un programme d’assainissement et d’exhaussement des « bas quartiers » avec l’aide de l’État. Il faut vingt ans pour métamorphoser la rive droite. L’île de la Savatte est réunie à la Doutre en 1863-1865 avec les déblais du boulevard Descazeaux, le quai des Carmes bâti en 1872-1878 et son prolongement jusqu’à la Haute-Chaîne achevé en 1883, accompagné du remblai de la boire Saint-Jean pour former la place de la Rochefoucauld. Après ces grands aménagements, le tracé de la rivière n’évolue plus de façon fondamentale. Dans le même temps, le remblaiement des prairies Saint-Serge est entrepris pour la construction de la nouvelle gare, inaugurée en 1878. L’opération ne s’achève qu’avec l’ouverture de l’hypermarché Record (actuel Carrefour) en 1969.

### Un lieu d'échanges et d'activités
Toute une vie était concentrée autour de la Maine et celle-ci a disparu avec l’évolution des moyens de transports et des modes de vie. Une importante fébrilité régnait sous l’Ancien Régime sur le port au bois du quartier Ligny et sur le port aux marchandises du quai de la Poissonnerie. Le port Ayrault, creusé dans les prairies Saint-Serge, s’ajoute à ces principaux sites en 1556. Tonneliers et menuisiers en bateaux travaillaient quai Ligny et en Reculée. Entre 1800 et 1940, on y construit les bateaux-lavoirs qui faisaient partie du paysage de la Maine, avant l’essor de la machine à laver. La Belle Époque sera leur période faste puisqu’ils sont 34 en 1910 et furent regroupés quai Monge après que les quais Gambetta et Félix Faure soient construits et devenus insubmersibles en 1919.
Deux nouveaux ponts fluviaux sont aménagés au XXe siècle, grâce à des quais insubmersibles : en 1921 le quai Gambetta et en 1932 le quai Félix Faure.
Tout le transport des marchandises se faisait par bateau : sel sous l’Ancien Régime, ardoises, toiles, bois, farines, vins, tuffeau, charbon, sable… La rivière était « un chemin qui marchait ». En 1822-1823, la première ligne de bateaux à vapeur pour voyageurs s’ouvre entre Nantes et Angers. L’escale est au quai Ligny. L'hôtel de Londres s’y établit. C’est par la Maine que débarquent Victor Hugo en 1834 et le second fils de Louis-Philippe et son épouse, le duc et la duchesse de Nemours en 1843.

### Le développement des loisirs
Importante pour les affaires, la Maine est également un lieu de baignade et de spectacle. Elle a été le cadre de spectacles nocturnes et de navousels. L’entrée solennelle des rois et des princes était prétexte à de somptueux spectacles de combats navals.
Depuis soixante ans le trafic portuaire s’est évanoui. Dernier vestige d’activité économique fluviale en ville, le quai sablier de la cale de la Savatte descend à la Baumette en 1984.
Depuis trente ans, les voies sur berge ont « neutralisé » la rive gauche et l’activité nautique s’est déplacée pour l’essentiel en amont et en aval de la ville. Depuis 1974 cependant, la municipalité et la chambre de commerce s’efforcent de revivifier la rive droite et de relancer le tourisme fluvial : la situation d’Angers est idéale, au confluent de 300 kilomètres de rivières navigables.

### Chronologie
- IIe siècle av. J.-C. : les Andes ont leur principal oppidum sur le promontoire schisteux qui domine la Maine. Il deviendra la capitale administrative de l’Anjou (le pays des Andes ou Andécaves).
- 590 : première mention d’un pont à Angers.
- 873 : Charles le Chauve délivre la ville occupée par les Normands. Selon la tradition, il aurait détourné en partie le cours de la Maine en faisant creuser un canal appelé par la suite de la Tannerie (actuels boulevards Henri-Arnauld et Ronceray).
- 1170 : Henri II Plantagenêt fait bâtir un barrage sur la Maine pour accueillir des moulins-bateaux. Il donne ce barrage à l’hôpital Saint-Jean en 1181, c’est le futur pont des Treilles.
- 1448 : construction de la tour de la Haute-Chaîne (encore subsistante) et de son bastion (disparu).
- 1556 : Creusement du port Ayrault.
- 1566 : Le quai dit de Boistravers est commencé à l’initiative du maire Jacques Richard de Boistravers. Il est appelé ensuite quai de la Boulangerie, puis de la Poissonnerie.
- 1630, 1691, 1758 : projets de quais pour la rive gauche, depuis le port Ayrault jusqu’au port Ligny.
- 1651 : inondations qui emportent une grande partie des ponts.
- 1663 : le passage de la Maine par le pont des Treilles est coupé par une nouvelle crue. Il ne sera pas entièrement rétabli.
- 1711 : grandes inondations. Elles emportent une partie du pont des Treilles.
- 1791-1806 : construction du quai de la Poissonnerie, baptisé quai Bonaparte, puis quai Royal, National et René Bazin. L’ensemble n’est achevé qu’avec la cale pour les bateaux vers 1819-1820.
- 1822 : première navigation à la vapeur entre Nantes et Angers. Le service régulier par bateau à vapeur cesse en 1893.
- 1831-1842 : construction du principal quai, le quai Ligny. Les immeubles sont achevés en 1854.
- 1838-1839 : mise en service successive du pont de la Basse-Chaîne et du pont de la Haute-Chaîne.
- 1846-1847 : Reconstruction du pont du Centre.
- 1848-1854 : Construction du quai des Luisettes (quai Gambetta), point de départ du nouveau quartier Thiers-Boisnet à l’emplacement d’anciennes prairies où poussaient des saules appelés luisettes.
- 1850 : le pont suspendu de la Basse-Chaîne s’écroule au passage du 3e bataillon du 11e Léger, faisant 255 victimes.
- 1851-1856 : reconstruction en pierre du pont de la Basse-Chaîne.
- 1853 : Démolition des vestiges du pont des Treilles, sur la rive gauche. Fondation de la société départementale des régates de Maine-et-Loire, première société de sport nautique du département.
- 1856 : Grandes inondations de la Loire et de la Maine.
- 1862 : Début des travaux d’exhaussement des bas quartiers de la rive gauche (quartier de la Poissonnerie), pour les protéger des inondations.
- 1863-1865 : Comblement du canal de la Tannerie, transformé en boulevard, dénommé Henri-Arnauld en 1869.
- 1866 : Inauguration du cirque-théâtre place Molière, démoli en 1962.
- 1872-1878 : Construction du quai des Carmes qui avait été amorcée en 1850.
- 1877-1883 : Construction du quai des Arts, actuel quai Monge et remblaiement de la boire Saint-Jean pour former la place de la Rochefoucauld.
- 1883-1885 : Construction du chemin de halage entre Angers et Bouchemaine.
- 1886-1918 : Remblaiement du corps du futur quai Félix Faure sur un rythme très lent sous forme d’une décharge publique et construction de la chaussée.
- 1897 : Naissance de l’Ablette angevine, société de pêche.
- 1898 : Fondation officielle de l’Union de la Voile et Vapeur d’Angers (UVVA), devenue le Cercle de la voile d’Angers en 1953.
- 1910 : Grandes inondations. Les eaux atteignent leur maximum le 2 décembre.
- 1919 : Début des travaux de construction du quai Félix Faure. Les travaux sont suspendus en février 1920 et seront achevés en 1932 (quai insubmersible).
- 1938-1940 : aménagement du quai du Roi de Pologne dont la déclaration d’utilité publique remonte à 1873.
- 1949-1951 : reconstruction du pont de la Haute-Chaîne.
- 1956 : Le Saint-Désiré, dernier bateau-lavoir, cesse son activité.
- 1957-1962 : Reconstruction du pont de la Basse-Chaîne.
- 1969-1978 : Création du plan d’eau et de la zone de loisirs du Lac de Maine dans les prairies d’Aloyeau. Lancement du chantier en septembre 1969. Mise en service de la base nautique en juillet 1978.
- 1970-1979 : Démolition des immeubles quai Ligny, remplacés par la voie sur berge dont la construction s’achève par l’inauguration de l’esplanade Ligny en juin 1986.
- 1973 : Ouverture du pont de l’Atlantique.
- 1975-1976 : aménagement d’un port de plaisance cale de la Savatte, dragage complet de la cale.
- 1983-1984 : doublement du pont de l’Atlantique sur la Maine.
- 1984 : inauguration du nouveau quai sablier de la Baumette.
- 1988-1989 : lancement du cinquième pont, le pont Jean-Moulin inauguré le 13 juillet 1989.
- 1992-1994 : construction du seuil de Maine pour pallier le manque d’eau dans le bassin de la Maine.
- 1993-2001 : naissance du nouveau quartier Le Front-de-Maine qui domine le quai Éric Tabarly aménagé en 1997-1998.
- 1995 : Grandes inondations. La Maine dépasse son niveau de 1910.
- 2004 : Pose de la première pierre du théâtre Le Quai. Inauguration le 28 juin 2007.
- 2006 : L’agence SEURA mène une étude de transformation de la voie rapide à la demande de l’État.
- 24 avril 2008 : Mise en service du pont de contournement autoroutier d’Angers par l’A11.
- 2008 : Lancement officiel du chantier du pont Confluences sur la Maine.
- 2009 : Appel d’offres de la ville d’Angers dans le cadre du projet de réaménagement des berges de la Maine (dit Projet Rives Nouvelles).
- 15 octobre 2010 inauguration du pont Confluences.

## Projet d'aménagement
À la suite de l’étude SEURA en 2006, la réflexion s’engage sur le renouveau des berges de la Maine. La dé-qualification de l’autoroute en route départementale par la création du contournement nord d'Angers par l'A11, la réhabilitation des berges devient une priorité.
L’espace du projet de réaménagement des berges de la Maine couvre 320 hectares. Ce périmètre se déploie du pont de Segré au Nord au rocher de la Baumette au Sud.
La rive gauche présente plusieurs secteurs d’urbanisation successifs reliés par la voie des berges. Au Nord, le quartier Saint-Serge est une zone commerciale, un quartier très peu urbain composé d’entreprises de commerces de gros et d’industries. C’est notamment le lieu d’implantation du Marché d'intérêt national (MIN) d’Angers. Cet espace est soumis au Plan de Prévention du Risque Inondation Confluence Maine. La partie Sud de cet espace constitue la ZAC Saint-Serge, nouveau quartier urbain dans lequel se situent le campus Saint-Serge, des activités résidentielles et tertiaires.
En aval, le centre-ville d’Angers offre un tissu urbain dense présentant des activités commerciales de proximité, résidentielles et tertiaires.
À l’extrémité Sud du périmètre de projet, le quartier de la Baumette est un espace où on trouve des activités très éparses et peu coordonnées. Aujourd’hui, la vocation majeure de cet espace est tournée vers le sport avec une piscine et les terrains d’entraînement de plusieurs clubs sportifs dont le SCO, club de football d’Angers. On y trouve une station de traitement des eaux, un petit port (Notre-Dame-des-Champs), une sablière, les terrains militaires du Génie, et une déchèterie.
Ce quartier est également en zone inondable.
La 2x2 voies (ex-RN23) construite le long de la Maine en 1973 traverse la ville du Nord au Sud et était à l’origine un tronçon de l’autoroute A11 reliant Paris à Nantes.
Sur la rive droite, l’espace est beaucoup moins morcelé. L’ensemble présente une continuité paysagère bordée d’arbres et créant une proximité avec la rivière.
Au Nord, la promenade de Reculée recréée une ambiance pittoresque rappelant parfois les bords de Loire (plates de pêcheurs de toutes les couleurs…). Cet espace est relié au CHU, au club de voile, à la base nautique d’aviron, à une guinguette et au tramway. Le pont Confluences construit en 2010 permet de le relier au quartier Saint-Serge.
En arrivant en cœur de ville, on trouve la place de la Rochefoucauld aujourd’hui vaste parking entouré de platanes, et qui accueille différentes manifestations pendant l’année (Foire Saint-Martin, Accroche-Cœurs…). Ensuite, on rejoint la cale de la Savatte réhabilitée en 2005 et qui est devenue un espace de vie majeur dans la ville. La vocation culturelle présente sur le site (théâtre Le Quai) sera renforcée par l’implantation du futur Centre des Congrès. Enfin cet ensemble est relié à un espace naturel de grande ampleur que forment le parc Balzac et le lac de Maine.
Le projet de réaménagement des berges de la Maine propose un travail de cohérence d’ensemble de ce vaste espace afin de donner à Angers la capacité de développer sa qualité de vie et son espace vert et paysager.
En 2009, la ville d’Angers lance un appel d’offres pour l'étude et la conception du projet de réaménagement des berges de la Maine. A l’automne 2010, les équipes Grether, LIN et Reichen sont retenues par la ville d’Angers. qui choisit finalement l'équipe Grether en mars 2012 pour mener à bien le projet Rives Nouvelles.
L’ensemble de cette démarche a été accompagné d’une concertation de grande ampleur à travers la constitution d’un groupe de travail de 90 habitants consulté régulièrement et fournissant un travail d’analyse en tant qu’experts d’usage. La prise en compte de remarques d’associations de défense de la nature et d’associations culturelles a également permis d’alimenter les connaissances sur l’ensemble du territoire. De plus, une exposition des projets a été présentée au forum du Quai en janvier 2012.

## Articles connexes

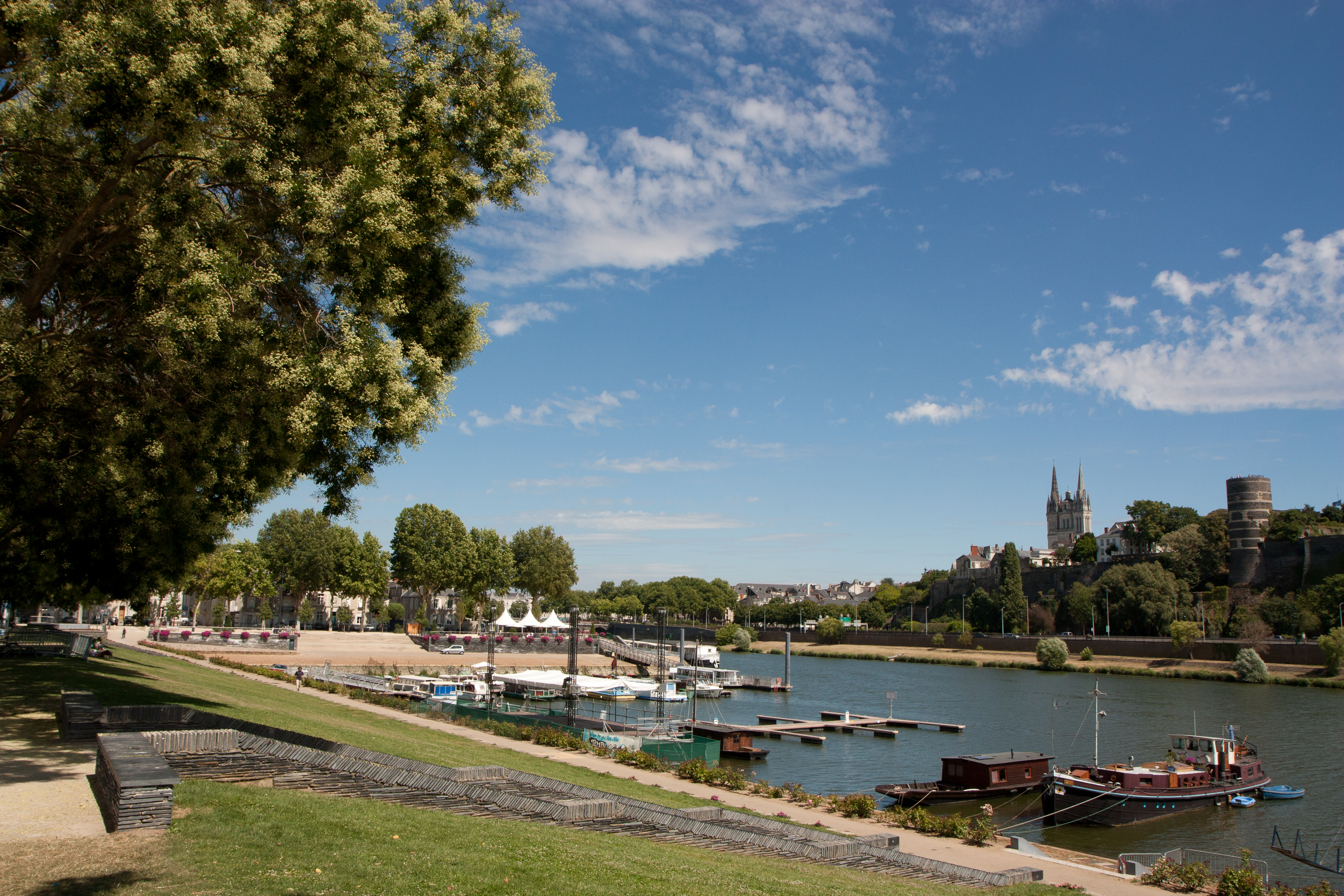
Vue vers le centre-ville de la cale de la Savatte